# 宇土正彦
宇土正彦（うど まさひこ、1920年8月23日 - 1999年10月12日）は、日本の体育学者。

## 人物・来歴
長崎県出身。1944年東京文理科大学教育学科心理学専攻卒。文部省勤務、東京教育大学助教授、教授、1974年筑波大学体育学系教授・体育専門学群長を経て、1983年定年退官、名誉教授、日本女子体育大学学長。96年退任、名誉教授。日本体育・スポーツ経営学会会長、スポーツ産業学会理事長も務めた。 96年勲三等旭日中綬章受勲。

## 著書
- 『たのしい運動ものがたり』 (精選学校図書館全集) 東西文明社, 1954.4
- 『現代保健体育学大系 第5　体育管理学』大修館書店, 1970
- 『体育授業の系譜と展望 体育の限りなき前進をめざして』全2巻 大修館書店, 1986.3
- 『体育授業五十年 新しい体育のために』 (PH選書) 大修館書店, 1993.7

### 共編著・監修
- 『體育の檢査と測定 特にスポ-ツの評價法』今村嘉雄,松田岩男共著 草美社, 1948
- 『児童期の体育 計画及調査篇』古屋三郎共著. 柏書房, 1949
- 『アメリカ学校体育の研究 紐育州体育指導要領』江橋慎四郎共著. 草美社, 1949
- 『小学校体育科の計画と展開 新学習指導要領による 新学習指導要領の綜合解説』松田岩男共編. 講談社教育図書出版部, 1959
- 『中学校保健体育科の計画と展開 新学習指導要領による』松田岩男共編. 講談社教育図書出版部, 1959
- 『学校体育の経営管理』江尻容共著. 光生館, 1960
- 『現代保健体育学大系 第9 序説運動学』岸野雄三,松田岩男共編 大修館書店, 1968
- 『新指導要領による小学校体育の授業 総説編』宇土正彦 等編. 大修館書店, 1968
- 『小学校体育の授業 新指導要領による 第1～6学年』宇土正彦 等編. 大修館書店, 1969
- 『現代学校体育大事典』松田岩男共編 大修館書店, 1973
- 『体育管理学入門』宇土正彦 [等]著. 大修館書店, 1976
- 『新学習指導要領による小学校体育の展開 第1～６学年』山川岩之助共編集. 大修館書店, 1978-79
- 『現代保健体育学大系 10 体育科教育法』松田岩男共著 大修館書店, 1978.3
- 『新学習指導要領による小学校体育の展開 総説編』編集. 大修館書店, 1979.3
- 『体育科教育法』 (保健体育指導選書) 松田岩男共著. 大修館書店, 1980.9
- 『体育学習評価ハンドブック』編著. 大修館書店, 1981.6
- 『体育実技指導法ハンドブック』松田岩男共編. 大修館書店, 1981.6
- 『学校体育経営ハンドブック 体育科の実務と運営』編著. 大修館書店, 1982.6
- 『小・中学校体育の観点別到達度評価』編著. 大修館書店, 1982.6
- 『体育科教育法入門』編著. 大修館書店, 1983.3
- 『教養としての保健体育』編著. 大修館書店, 1983.9
- 『現代の体育理論』松田岩男共編著. 大修館書店, 1985.4
- 『社会体育ハンドブック 生活スポーツの発展をめざす』編著. 大修館書店, 1987.2
- 『小学校新しい体育の考え方・進め方』宇土正彦 [ほか]編著. 大修館書店, 1987.6
- 『学校体育用語辞典』松田岩男共編. 大修館書店, 1988.6
- 『新しい体育授業の展開 新学習指導要領による 小学校第1～6学年』松田岩男,杉山重利共編. 大修館書店, 1989.
- 『体育科教育法講義』永島惇正,高島稔,高橋健夫共編著. 大修館書店, 1992.4
- 『最新・学校体育経営ハンドブック 体育科の実務と運営』編著. 大修館書店, 1994.11
- 『女性の健康と運動』監修・指導, 畠山倫子編著. 現代教育社, 1994.3
- 『青年の健康と運動』正木健雄共監修. 現代教育社, 1995.3
- 『幼児の健康と運動遊び』監修, 畠山倫子 編著. 保育出版社, 1999.4